# Marcelo Rebelo de Sousa

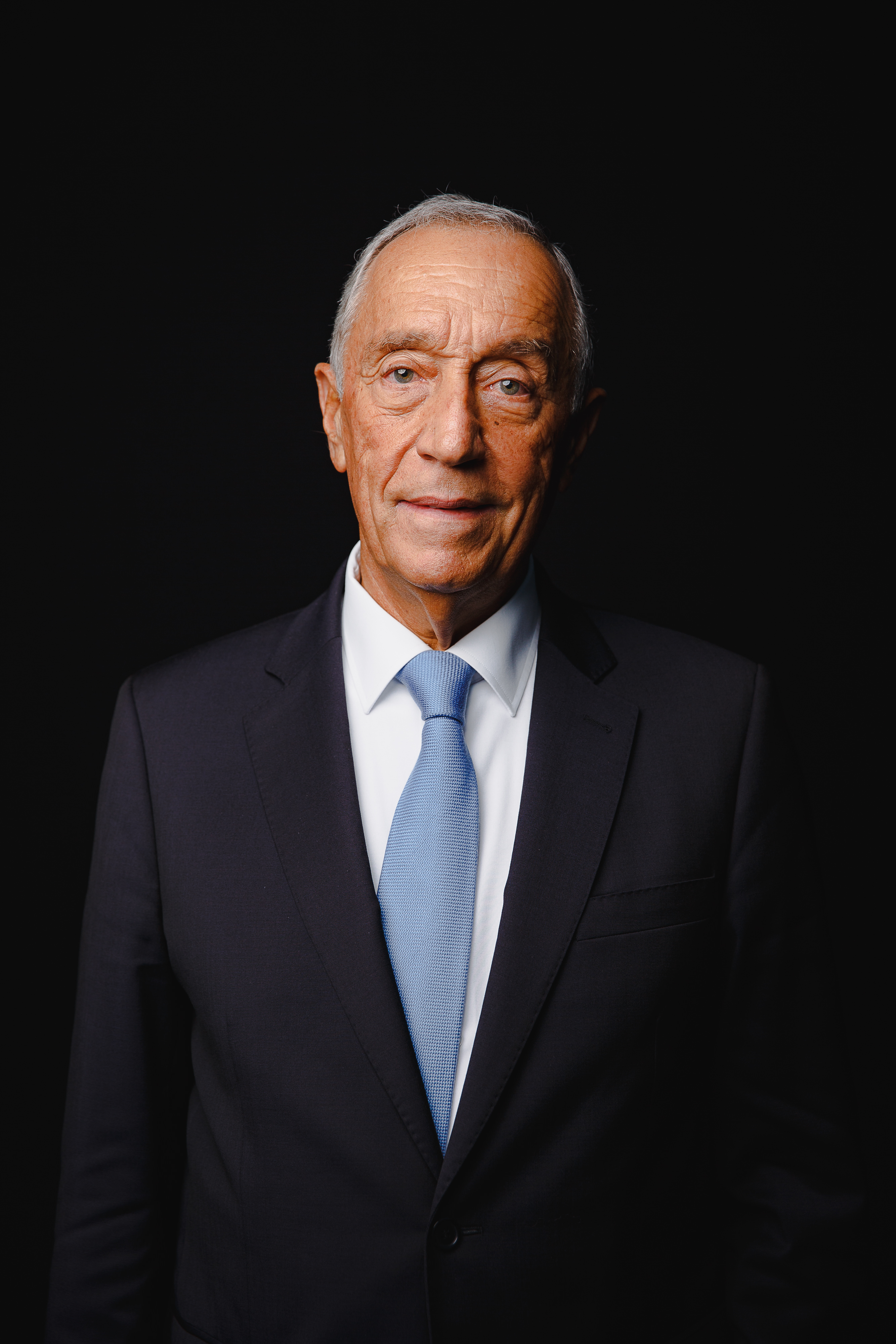
Marcelo Rebelo de Sousa (2017)

Marcelo Nuno Duarte Rebelo de Sousa (* 12. Dezember 1948 in São Sebastião da Pedreira, Lissabon) ist ein portugiesischer Politiker und seit dem 9. März 2016 Staatspräsident Portugals. Er gilt in Portugal als Koryphäe auf den Gebieten Politikwissenschaft, Verfassungsrecht und Verwaltungsrecht. Er ist Mitglied der mitte-rechten Partido Social Democrata (PSD) mit dem Parteibuch Nr. 3 und war zeitweilig Vorsitzender der Partei.

## Biografie

### Herkunft, Jugend und Karriere
Marcelo war der Älteste von drei Söhnen. Die Beziehung zu seiner Mutter, die als Vollwaise in Covilhã aufwuchs, prägte ihn außerordentlich, nicht zuletzt seine späteren Beziehungen zu Frauen. Sein Vater Baltasar Rebelo de Sousa war Mediziner, der zunächst mehrere höhere Funktionen im staatlichen Dienst innehatte und später während der Herrschaft von António de Oliveira Salazar und Marcelo Caetano, verschiedene hohe Ämter bekleidete, u. a. das eines Gouverneurs von Mosambik (1968 bis 1970) sowie das eines Ministers auf diversen Posten.
In seiner Jugendzeit war Marcelo Rebelo de Sousa als überzeugter Katholik Führer der Ação Católica Portuguesa, die heute mehrere Wohltätigkeitsorganisationen umfasst. Nach dem Schulbesuch studierte Marcelo Rebelo de Sousa Jura an der Universität Lissabon und schloss 1971 sein Studium mit Auszeichnung ab. Geprägt durch seine Studienjahre in München spricht er auch heute noch fließend Deutsch. Seit 1972 hat er einen Master in Politikwissenschaft und Wirtschaftswissenschaft und promovierte danach 1984. Nach seinem Studienabschluss begann er als Rechtsberater bei der staatlichen Finanzaufsicht (Inspecção Geral de Finanças). Nebenher hielt er ab 1973 Vorlesungen als Dozent an der Universität. 1971 begann er bei der damaligen Opposition gegen das Regime des Estado Novo von Marcelo Caetano mitzuarbeiten, was im Rahmen der SEDES (Associação para o Desenvolvimento Económico e Social), einer Gruppe für sozialpolitische Denkanstöße und Debatten, möglich war. In den 1980er Jahren war er Präsident der Vereinigung der Eltern der Don-Bosco-Schule in Estoril und ist Mitglied des Direktoriums der Stiftung des Casa de Bragança seit 1994.
Marcelo Rebelo de Sousa ist Professor an der rechtswissenschaftlichen Fakultät der Universität Lissabon, an der er auch promoviert wurde. Er ist derzeit der Vorsitzende des Wissenschaftlichen Rates des Instituto de Ciências Jurídico-Políticas (CIDP). Er war auch Professor an der Fakultät für Sozial- und Humanwissenschaften der Universidade Católica Portuguesa (UCP), Gastprofessor an der rechtswissenschaftlichen Fakultät dieser Universität und Mitglied des Stiftungsausschusses des Wissenschaftlichen Rates sowie Professor für Rechtswissenschaften an der Universität Porto und dort Doktor honoris causa.

### Politischer Einfluss
Marcelo Rebelo de Sousas großer Einfluss gilt in Portugal als unbestritten. Er war Präsident der Sozialdemokratischen Partei (PSD) (1996–1999), Vizepräsident der Europäischen Volkspartei (1997 bis 1999) und Mitglied des Staatsrates von Portugal. Er ist ein weithin anerkannter Intellektueller, der zunächst als Kommentator beim Rundfunksender TSF und fünfzehn Jahre beim Fernsehsender TVI als prominente Persönlichkeit unterschiedliche gesellschaftliche Positionen kommentierte. Beim Fernsehsender RTP1 hatte er von 2005 bis 2010 eine eigene Sendung mit dem Titel As Escolhas de Marcelo („Die Auswahl von Marcelo“).
Im Ausland war Marcelo Rebelo de Sousa Unterhändler beim Verfassen des Vorentwurfs der Juristischen Fakultät von Bissau (Guinea-Bissau). Er ist Autor zahlreicher wissenschaftlicher Arbeiten und Mitglied in mehreren nationalen und internationalen Rechtsvereinigungen. Für seine juristische Lehrtätigkeit wurden ihm der Orden des heiligen Jakob vom Schwert (1994) und das Großkreuz des Ordens des Infanten Dom Henrique (2005) verliehen. Er ist Ehrenmitglied der portugiesischen Akademie für Geschichte sowie Mitglied des Rates des Literarischen Gremiums von Lissabon (Grémio Literário de Lisboa).

### Mitbegründer desExpresso
Noch vor der Nelkenrevolution am 25. April 1974 gründete er im Jahr 1972 zusammen mit Francisco Pinto Balsemão die bis heute sehr geachtete Wochenzeitung Expresso. Gleichzeitig redigierte er die Spalte Gente (Leute) dieser Wochenzeitung. Ab 1983 gründete er auch die 2009 eingestellte Wochenzeitung Semanário. Er war Teil des Ausschusses, der das erste Presserecht in der noch jungen portugiesischen Demokratie ausarbeitete, nachdem er Stellvertreter der Verfassungsgebenden Versammlung war und die Integration der ersten portugiesischen Delegation im Europarat vorbereitete.
Unter den zahlreichen akademischen und nicht-akademischen Publikationen ist zu erwähnen, dass er verschiedene Bände zum allgemeinen Verwaltungsrecht sowie die Einführung von Lektionen zum Studium der Rechtswissenschaften als Koautor in die Wege leitete.

### Präsidentschaft

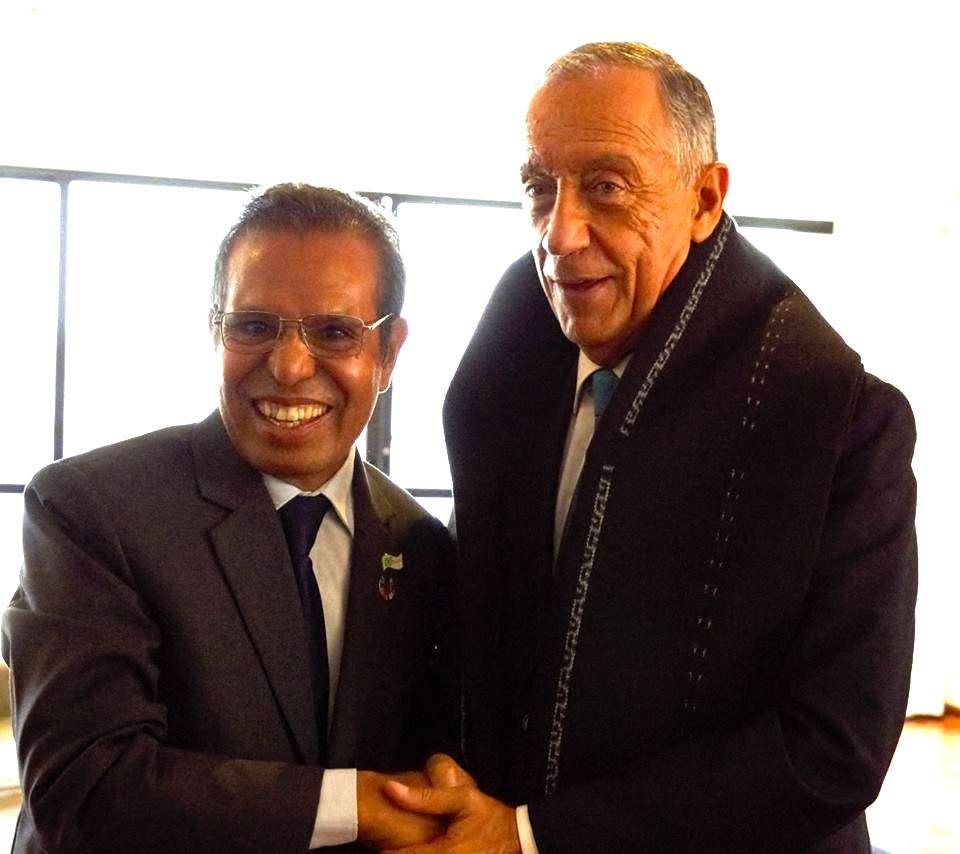
Treffen der Präsidenten: Sousa mit Taur Matan Ruak aus Osttimor (2016)

Am 9. Oktober 2015 kündigte Marcelo Rebelo de Sousa seine Kandidatur für die Präsidentschaftswahl am 24. Januar 2016 in Portugal an. Bei den Umfragen von September 2015 bis Januar 2016 lag er weit in Führung vor den übrigen Kandidaten. Rebelo wurde von den Parteien auf der rechten Seite unterstützt, konnte aber auch auf der linken Seite mit Unterstützern rechnen. Er selbst bezeichnete sich im Vorfeld der Präsidentschaftswahl als ein „Linker unter den Rechten“, was heißen soll „Er selbst wäre das Zentrum“. Nach Auszählung aller Stimmen stand fest, dass er die Wahl zum portugiesischen Staatspräsidenten mit 52 % der Stimmen im ersten Wahlgang für sich entschieden hatte. Er trat sein Amt am 9. März 2016 an.
2021 stellte Sousa sich zur Wiederwahl und wurde deutlich im Amt bestätigt. Sousa erreichte mit über 60 Prozent der Stimmen deutlich die absolute Mehrheit.

### Privates
Marcelo Rebelo de Sousa heiratete am 27. Juli 1972 Ana Cristina Caeiro da Motta Veiga. Beide haben einen Sohn, Nuno da Motta Veiga Rebelo de Sousa (* 1973), und eine Tochter, Sofia da Motta Veiga Rebelo de Sousa (* 1976). Das Ehepaar ließ sich später scheiden. Seit den 1980er Jahren hat er mit der Juristin Rita Amaral Cabral eine langjährige Partnerin.